# Svenska Superligan
De Zweedse Super League (Zweeds: Svenska Superligan; vroeger: Elitserien) is de hoogste, professionele floorballafdeling in de Zweedse floorballcompetitie. De competitie bevat de beste veertien Zweedse floorballteams. Het eerste seizoen startte in 1995. Een seizoen eindigt met een play-off en een finale. De winnaar mag zich Zweeds landskampioen noemen.

## Geschiedenis
De Zweedse Super League is opgericht in 1995 onder de naam Elitserien. Op dat moment verving het de Eerste Divisie als de hoogste floorballcompetitie in Zweden. Tussen de seizoenen 1995/1996 en 1998/1999 was de competitie opgesplitst in een noordelijke groep en een zuidelijke groep. Vanaf het seizoen 1999/2000 is de competitie landelijk.

## Structuur seizoen
Het seizoen start met een normale competitie waar ieder team elkaar twee keer treft, uit en thuis. In het voorjaar begint de play-off waarin de beste acht teams van de afgelopen competitie uitkomen. Zowel de kwartfinale als de halve finale wordt gespeeld in een beste van vijf systeem. Het team dat van de vijf wedstrijden het vaakst heeft gewonnen, gaat naar de volgende ronde. De finale wordt met één wedstrijd beslist. De finale vindt plaats in de Ericsson Globe.

## Clubs
De volgende clubs komen momenteel uit in de Zweedse Super League.
- AIK IBF
- Balrog B/S IK
- Caperio/Täby FC
- FC Helsingborg
- Sirius IBK
- IBF Falun
- IBK Dalen
- Järfälla IBK
- Tyresö Trollbäcken
- Pixbo Wallenstam IBK
- Storvreta IBK
- Umeå City IBK
- Västerås IBF
- Warberg IC

## Historisch overzicht
| Seizoen   | Goud                 | Zilver               | Brons                                |
| 1982/1983 | Kolarbyns IBS        | Hagsätra IBK         | Sandvikens IBS                       |
| 1983/1984 | Tomasgårdens IF      | Team Smirt IBF       | Viskan HBK                           |
| 1984/1985 | Kolarbyns IBS        | Väsby IBK            | IBK Lockerud                         |
| 1985/1986 | Norrstrands IF       | Jönköpings IK        | Haninge FK                           |
| 1986/1987 | IBK Lockerud         | IBK Strandgården     | Jönköpings IK                        |
| 1987/1988 | IBK Lockerud         | Jönköpings IK        | IBK Strandgården                     |
| 1988/1989 | Kolarbyns IBS        | FK Ängen             | IBF NB 87                            |
| 1989/1990 | IBK Lockerud         | Jönköpings IK        | IBF NB 87 / Örnsköldsviks SK         |
| 1990/1991 | IBK Lockerud         | Tomasgårdens IF      | Jönköpings IK / FK Luleå             |
| 1991/1992 | IBK Lockerud         | Sjöstads IF          | KFUM Örebro / Jönköpings IK          |
| 1992/1993 | Balrog IK            | Sjöstads IF          | KFUM Örebro / Carlskrona IF          |
| 1993/1994 | Fornudden IB         | IBK Lockerud         | IBF NB 87 / Carlskrona IF            |
| 1994/1995 | Kista IBK            | Fornudden IB         | KFUM Örebro / Pixbo Wallenstam IBK   |
| 1995/1996 | Balrog IK            | IBF NB               | Fornudden IB / Warbergs IC 85        |
| 1996/1997 | Fornudden IB         | Sjöstads IF          | IBN NB 87 / Pixbo Wallenstam IBK     |
| 1997/1998 | Warbergs IC 85       | Pixbo Wallenstam IBK | Örnsköldsviks SK / Sjöstads IF       |
| 1998/1999 | Haninge IBK          | Örnsköldsviks SK     | Järfälla IBK / Västerås IBF          |
| 1999/2000 | Haninge IBK          | Pixbo Wallenstam IBK | Örnsköldsviks SK / Fornudden IB      |
| 2000/2001 | Haninge IBK          | Warbergs IC 85       | Balrog IK / Pixbo Wallenstam IBK     |
| 2001/2002 | Pixbo Wallenstam IBK | Balrog IK            | AIK / Haninge IBK                    |
| 2002/2003 | Pixbo Wallenstam IBK | Warbergs IC 85       | Balrog IK / IBK Dalen                |
| 2003/2004 | Balrog IK            | AIK                  | Storvreta IBK / Haninge IBK          |
| 2004/2005 | AIK                  | Warbergs IC 85       | Storvreta IBK / IBK Dalen            |
| 2005/2006 | AIK                  | Pixbo Wallenstam IBK | Jönköpings IK / Warberg IC 85        |
| 2006/2007 | Warbergs IC          | Täby FC              | Pixbo Wallenstam IBK / Storvreta IBK |
| 2007/2008 | Warberg IC           | AIK                  | Pixbo Wallenstam IBK / Täby FC       |
| 2008/2009 | Warberg IC           | AIK                  | Balrog IK / Storvreta IBK            |
| 2009/2010 | Storvreta IBK        | Caperiotäby FC       | AIK / Warberg IC                     |
| 2010/2011 | Storvreta IBK        | Warberg IC           | IBF Falun / Pixbo Wallenstam IBK     |
| 2011/2012 | Storvreta IBK        | IBK Dalen            | IBF Falun / Pixbo Wallenstam IBK     |
| 2012/2013 | IBF Falun            | IBK Dalen            | Pixbo Wallenstam IBK / Storvreta IBK |
| 2013/2014 | IBF Falun            | Storvreta IBK        | Pixbo Wallenstam IBK / AIK           |
| 2014/2015 | IBF Falun            | Linköping IBK        | FC Helsinborg / Mullsjö IBK          |
| 2015/2016 | Storvreta IBK        | Linköping IBK        | IBF Falun / IBK Dalen                |